# Rio Iraputã
Rio Iraputã är ett vattendrag i Brasilien.   Det ligger i delstaten Santa Catarina, i den södra delen av landet, 1 200 km söder om huvudstaden Brasília.
I omgivningarna runt Rio Iraputã växer huvudsakligen savannskog. Runt Rio Iraputã är det glesbefolkat, med 11 invånare per kvadratkilometer.